# Leon Ames
Leon Ames (Portland, Indiana; 20 de enero de 1902-Laguna Beach, California; 12 de octubre de 1993) fue un actor teatral, cinematográfico y televisivo estadounidense. Es sobre todo conocido por su retrato de figuras paternas en filmes como Meet Me in St. Louis (1944), Mujercitas (1949), On Moonlight Bay (1951) y By the Light of the Silvery Moon (1953), siendo su papel más famoso el de Kyle Sackett en el filme El cartero siempre llama dos veces (1946).

## Biografía
Su verdadero nombre era Harry Wycoff, y nació en Portland, Indiana, siendo su padres Charles Elmer Wycoff y Cora A. De Moss. Algunas fuentes dan como su verdadero apellido Wykoff o Waycoff, y en sus primeras películas actuó con el nombre de Leon Waycoff.
Ames debutó en el cine actuando en Quick Millions (1931) y, en los años 1940, trabajó contratado por Metro-Goldwyn-Mayer. Hizo su primera actuación radiofónica en enero de 1947 en el programa Grand Central Station.
Entre las películas de mayor fama para las que actuó figuran El cartero siempre llama dos veces (1946), On Moonlight Bay —con Doris Day y Gordon MacRae—, By the Light of the Silvery Moon, Peyton Place (1957), From the Terrace —con Paul Newman— (1960), Un sabio en las nubes —film de The Walt Disney Company— (1961), Son of Flubber, Tora! Tora! Tora! (1970), y Peggy Sue Got Married —con Kathleen Turner— (1986).
De sus trabajos para la televisión destacan las producciones Life With Father (1953-1955) y Father of the Bride (1961-1962), serie en la cual su personaje pasó a ser el centro del show con el paso de las emisiones.
En televisión también actuó en el programa Mister Ed (1963 - 1966) tras la muerte del actor Larry Keating. Igualmente, Ames interpretó episodios de la serie de antología de la NBC The Barbara Stanwyck Show, así como el show de CBS Storefront Lawyers.
Ames fue uno de los fundadores del Sindicato de Actores de Cine en 1933, siendo su presidente en 1957. En 1980, tras 50 años en el mundo del espectáculo, a Leon Ames se le concedió el Premio de Honor del Sindicato de Actores.
Leon Ames falleció en Laguna Beach, California, en 1993, a causa de un ictus. Tenía noventa y un años de edad. Fue enterrado en el Cementerio Forest Lawn Memorial Park, en Hollywood Hills. Desde 1938 había estado casado con Christine Gossett, con la que tuvo dos hijos. 

## Secuestro
El 12 de febrero de 1964, Ames y su esposa fueron secuestrados en su propia casa por un intruso que pedía 50 000 dólares como rescate. Ames llamó a su socio, que obtuvo el dinero del banco, llevándolo a la casa, según instrucciones. Tras comprobar el dinero, el secuestrador le dejó en la casa, atado con cinta, ordenando a su esposa que le llevara en el coche de la pareja. También obligó a subir al vehículo al socio y a un visitante a la casa de Ames. Finalmente, la policía —que había sido alertada por el socio mientras conseguía el dinero— rodeó el coche y liberó a los rehenes.

## Filmografía

### Cine
- Quick Millions, de Rowland Brown (1931)
- Cannonball Express, de Wallace Fox (1932)
- Murders in the Rue Morgue, de Robert Florey (1932)
- Stowaway, de Phil Whitman (1932)
- State's Attorney, de George Archainbaud (1932)
- The Famous Ferguson Case, de Lloyd Bacon (1932)
- Thirteen Women, de George Archainbaud (1932)
- A Successful Calamity, de John G. Adolfi (1932)
- That's My Boy, de Roy William Neill (1932)
- Uptown New York, de Victor Schertzinger (1932)
- Silver Dollar, de Alfred E. Green (1932)
- Parachute Jumper, de Alfred E. Green (1933)
- Forgotten, de Richard Thorpe (1933)
- Alimony Madness, de B. Reeves Eason (1933)
- The Man Who Dared, de Hamilton MacFadden (1933)
- Ship of Wanted Men, de Lewis D. Collins (1933)
- Only Yesterday, de John M. Stahl (1933)
- The Crosby Case, de Edwin L. Marin (1934)
- I'll Tell the World, de Edward Sedgwick (1934)
- Now I'll Tell, de Edwin J. Burke (1934)
- El conde de Montecristo, de Rowland V. Lee (1934)
- Mutiny Ahead, de Thomas Atkins (1935)
- Strangers All, de Charles Vidor (1935)
- Rescue Squad, de Spencer Gordon Bennet (1935)
- Reckless, de Victor Fleming (1935)
- Get That Man, de Spencer Gordon Bennet (1935)
- Death in the Air, de Elmer Clifton (1936)
- Song of Revolt, de Roy Rowland (1937)
- Soak the Poor, de Harold S. Bucquet (1937)
- Charlie Chan on Broadway, de Eugene Forde (1937)
- Dangerously Yours, de Malcolm St. Clair (1937)
- Murder in Greenwich Village, de Albert S. Rogell (1937)
- 45 Fathers, de James Tinling (1937)
- The Spy Ring, de Joseph H. Lewis (1938)
- International Settlement, de Eugene Forde (1938)
- Walking Down Broadway, de Norman Foster (1938)
- Bluebeard's Eighth Wife, de Ernst Lubitsch (1938)
- Island in the Sky, de Herbert I. Leeds (1938)
- Come On, Leathernecks!, de James Cruze (1938)
- Mysterious Mr. Moto, de Norman Foster (1938)
- Suez, de Allan Dwan (1938)
- Cipher Bureau, de Charles Lamont (1938)
- Strange Faces, de Errol Taggart (1938)
- Secrets of a Nurse, de Arthur Lubin (1938)
- Mr. Sheldon Goes to Town, de Wallace Fox (1939)
- Risky Business, de Arthur Lubin (1939)
- Blackwell's Island, de William C. McGann (1939)
- I Was a Convict, de Aubrey Scotto (1939)
- Panama Patrol, de Charles Lamont (1939)
- Mr. Moto in Danger Island, de Herbert I. Leeds (1939)
- Code of the Streets, de Harold Young (1939)
- Man of Conquest, de George Nichols, Jr. (1939)
- Help Wanted, de Fred Zinnemann (1939)
- Fugitive at Large, de Lewis D. Collins (1939)
- Thunder Afloat, de George B. Seitz (1939)
- Calling All Marines, de John H. Auer (1939)
- Pack Up Your Troubles, de H. Bruce Humberstone (1939)
- Legion of Lost Flyers, de Christy Cabanne (1939)
- The Marshal of Mesa City, de David Howard (1939)
- East Side Kids, de Robert F. Hill (1940)
- No Greater Sin, de William Nigh (1941)
- Ellery Queen and the Murder Ring, de James P. Hogan (1941)
- Crime Doctor, de Michael Gordon (1943)
- The Iron Major, de Ray Enright (1943)
- Thirty Seconds Over Tokyo, de Mervyn LeRoy (1944)
- Meet Me in St. Louis, de Vincente Minnelli (1944)
- The Thin Man Goes Home, de Richard Thorpe (1945)
- Between Two Women, de Willis Goldbeck (1945)
- Fall Guy, de Paul Burnford (1945)
- Son of Lassie, de S. Sylvan Simon (1945)
- Levando anclas, de George Sidney (1945)
- Week-end at the Waldorf, de Robert Z. Leonard (1945)
- Yolanda and the Thief, de Vincente Minnelli (1945)
- They Were Expendables, de John Ford (1945)
- The Great Morgan, de Nat Perrin (1946)
- El cartero siempre llama dos veces, de Tay Garnett (1946)
- No Leave, No Love, de Charles Martin (1946)
- The Cockeyed Miracle, de S. Sylvan Simon (1946)
- The Show-Off, de Harry Beaumont (1946)
- Lady in the Lake, de Robert Montgomery (1947)
- Undercover Maisie, de Harry Beaumont (1947)
- Song of the Thin Man, de Edward Buzzell (1947)
- The Amazing Mr. Nordill, de Joseph M. Newman (1947)
- Merton of the Movies, de Robert Alton (1947)
- Alias a Gentleman, de Harry Beaumont (1948)
- On an Island with You, de Richard Thorpe (1948)
- The Velvet Touch, de Jack Gage (1948)
- A Date with Judy, de Richard Thorpe (1948)
- Mujercitas, de Mervyn LeRoy (1949)
- Any Number Can Play, de Mervyn LeRoy (1949)
- Scene of the Crime, de Roy Rowland (1949)
- Battleground, de William A. Wellman (1949)
- Ambush, de Sam Wood (1950)
- The Big Hangover, de Norman Krasna (1950)
- The Skipper Surprised His Wife, de Elliott Nugent (1950)
- Crisis, de Richard Brooks (1950)
- The Happy Years, de William A. Wellman (1950)
- Dial 1119, de Gerald Mayer (1950)
- Watch the Birdie, de Jack Donohue (1950)
- On Moonlight Bay, de Roy Del Ruth (1951)
- Cattle Drive, de Kurt Neumann (1951)
- It's a Big Country, de Clarence Brown, Don Hartman, John Sturges, Richard Thorpe, Charles Vidor, Don Weis y William A. Wellman (1951)
- Cara de ángel, de Otto Preminger (1952)
- By the Light of the Silvery Moon, de David Butler (1953)
- Let's Do It Again, de Alexander Hall (1953)
- Sabre Jet, de Louis King (1953)
- Engagement Party, de Wilhelm Thiele (1956)
- Peyton Place, de Mark Robson (1957)
- From the Terrace, de Mark Robson (1960)
- Maggie, de Rod Amateau (1960) – telefilm
- Un sabio en las nubes, de Robert Stevenson (1961)
- Son of Flubber, de Robert Stevenson (1963)
- The Misadventures of Merlin Jones, de Robert Stevenson (1964)
- The Monkey's Uncle, de Robert Stevenson (1965)
- On a Clear Day You Can See Forever, de Vincente Minnelli (1970)
- Tora! Tora! Tora!, de Richard Fleischer, Kinji Fukasaku y Toshio Masuda (1970)
- Toklat, de Robert W. Davison (1971)
- Pacto con el diablo / Unidos por el mal, de Peter Ustinov (Hammersmith Is Out, 1972)
- Brother of the Wind, de Dick Robinson (1973) (narrador)
- The Meal, de R. John Hugh (1975)
- Timber Tramps, de Tay Garnett (1975)
- Sherlock Holmes in New York, de Boris Sagal (1976) – telefilm
- Claws, de Richard Bansbach y Robert E. Pearson (1977)
- The Best Place to Be, de David Miller (1979) – telefilm
- Just You and Me, Kid, de Leonard Stern (1979)
- Testament, de Lynne Litman (1983)
- Jake Speed, de Andrew Lane (1986)
- Peggy Sue Got Married, de Francis Ford Coppola (1986)

### Televisión
- Stars Over Hollywood: episodio 1.16 (1951)
- Life with Father (1954)
- Front Row Center: episodio 1.3 (1955)
- Screen Directors Playhouse: episodio 1.5 (1955)
- Matinee Theatre: episodio 1.132 (1956)
- Lux Video Theatre: episodios 7.15 y 7.28 (1957)
- Studio One: episodio 10.24 (1958)
- Panic!: episodio 2.8 (1958)
- Playhouse 90: episodio 3.20 (1959)
- General Electric Theater: episodios 7.13 (1958) y 8.29 (1960)
- The Barbara Stanwyck Show: episodio 1.32 (1961)
- Father of the Bride (1961-1962) – 34 episodios
- The Lucy Show: episodio 2.10 (1963)
- Mister Ed (1963-1965) – 40 episodios
- Please, Don't Eat the Daisies: episodio 1.21 (1966)
- The Beverly Hillbillies: episodios 5.4 y 5.5 (1966)
- The Andy Griffith Show: episodio 7.9 (1966)
- ABC Stage 67: episodio 1.24 (1967)
- My Three Sons: episodios 9.2, 9.6, 9.7 y 9.12 (1968)
- Bewitched: episodio 6.21 (1970)
- El fantasma y la señora Muir: episodio 2.24 (1970)
- Storefront Lawyers: episodio 1.4 (1970)
- El virginiano: episodio 9.16 (1971)
- Audacia es el juego: episodio 3.19 (1971)
- Apple's Way: episodio 1.7 (1974)
- The Jeffersons: episodio 2.10 (1975)
- Emergency!: episodio 6.22 (1977)
- The Littlest Hobo: episodio 1.8 (1979)